# Derobrachus brevicollis
Derobrachus brevicollis là một loài bọ cánh cứng trong họ Cerambycidae.